# クロード・デイヴィス
クロード・デイヴィス（Claude Davis, 1979年6月3日 - ）は、ジャマイカ・キングストン出身の元同国代表サッカー選手。現役時代のポジションはディフェンダー。

## 経歴
高さがあり一対一にも強いセンターバックでジャマイカ代表プレーヤー。空中戦の強さはもちろんだが、足元の技術も高くセンターハーフとして起用されることもある。
クローリー・タウンFCとの双方合意による契約解除後、2013年1月21日にロザラム・ユナイテッドFCと1年半の契約を交わした。

## タイトル
ハザード・U
- ジャマイカン・ナショナルプレミアリーグ : 2002-03